# 马色丽脂鲤
马色丽脂鲤，為輻鰭魚綱脂鯉目脂鯉亞目脂鯉科麗脂鯉屬的其中一個種。

## 扩展阅读
維基物種上的相關：马色丽脂鲤